# Municipio de Oneota
El municipio de Oneota (en inglés: Oneota Township) es un municipio ubicado en el condado de Brown en el estado estadounidense de Dakota del Sur. En el año 2010 tenía una población de 124 habitantes y una densidad poblacional de 1,32 personas por km².

## Geografía
El municipio de Oneota se encuentra ubicado en las coordenadas 45°43′41″N 98°32′55″O / 45.72806, -98.54861. Según la Oficina del Censo de los Estados Unidos, el municipio tiene una superficie total de 93.71 km², de la cual 93,11 km² corresponden a tierra firme y (0,64 %) 0,6 km² es agua.

## Demografía
Según el censo de 2010, había 124 personas residiendo en el municipio de Oneota. La densidad de población era de 1,32 hab./km². De los 124 habitantes, el municipio de Oneota estaba compuesto por el 98,39 % blancos, el 0,81 % eran amerindios, el 0,81 % eran asiáticos. Del total de la población el 0 % eran hispanos o latinos de cualquier raza.